# Peter Tramacchi
Peter Tramacchi, né le 8 novembre 1970 à Gympie, est un ancien joueur de tennis professionnel australien.

## Carrière
Il a participé à pas moins de 26 tournois du Grand Chelem, essentiellement en double mais aussi en double mixte. Ses meilleurs résultats sont un huitième de finale lors de l'Open d'Australie 1995 avec Scott Draper et 1996 avec Michael Tebbutt.
Il remporte son premier titre ATP en double en 1998, à New Haven avec Wayne Arthurs.
Il compte à son palmarès en double de nombreux titres en Satellite ainsi que 7 tournois Challenger, tandis qu'en simple, il a remporté les Challenger de Séoul et Amarillo en 1997 et Vadodara en 1998.

## Palmarès

### Titres en double (1)
| No | Date       | Nom et lieu du tournoi            | Catégorie   | Dotation  | Surface    | Partenaire    | Finalistes                    | Score         |  |
| -- | ---------- | --------------------------------- | ----------- | --------- | ---------- | ------------- | ----------------------------- | ------------- |  |
| 1  | 17-08-1998 | Pilot Pen International New Haven | Series Gold | 745 000 $ | Dur (ext.) | Wayne Arthurs | Sébastien Lareau Alex O'Brien | 7-6, 1-6, 6-3 |  |

### Finales en double (2)
| No | Date       | Nom et lieu du tournoi                     | Catégorie   | Dotation  | Surface         | Vainqueurs                        | Partenaire    | Score          |          |
| -- | ---------- | ------------------------------------------ | ----------- | --------- | --------------- | --------------------------------- | ------------- | -------------- | -------- |
| 1  | 15-02-1999 | ABN AMRO World Tennis Tournament Rotterdam | Series Gold | 725 000 $ | Moquette (int.) | David Adams John-Laffnie de Jager | Neil Broad    | 65-7, 6-3, 6-4 | Parcours |
| 2  | 07-02-2000 | Dubai Open Dubaï                           | Int' Series | 975 000 $ | Dur (ext.)      | Jiří Novák David Rikl             | Robbie Koenig | 6-2, 7-5       | Parcours |

## Parcours enGrand Chelem

### En simple
| Année | Open d'Australie | Open d'Australie | Roland-Garros | Roland-Garros | Wimbledon | Wimbledon       | US Open  | US Open        |
| ----- | ---------------- | ---------------- | ------------- | ------------- | --------- | --------------- | -------- | -------------- |
| 1995  | -                | -                | -             | -             | 1er tour  | Todd Woodbridge | -        | -              |
| 1996  | 2e tour          | Michael Tebbutt  | -             | -             | 1er tour  | Danny Sapsford  | 1er tour | David Prinosil |
| 1997  | 2e tour          | Renzo Furlan     | -             | -             | -         | -               | -        | -              |
| 1998  | 1er tour         | Carlos Moyà      | -             | -             | -         | -               | -        | -              |

À droite du résultat, l'ultime adversaire.

## Parcours dans lesMasters 1000
| Année | Indian Wells | Miami             | Monte-Carlo | Hambourg | Rome | Canada            | Cincinnati | Stuttgart | Paris |
| ----- | ------------ | ----------------- | ----------- | -------- | ---- | ----------------- | ---------- | --------- | ----- |
| 1996  | —            | 2e tour R. Furlan | —           | —        | —    | —                 | —          | —         | —     |
| 2000  | —            | —                 | —           | —        | —    | 1er tour K. Alami | —          | —         | —     |

N.B. : sous le résultat se trouve le nom de l’ultime adversaire.